# Фототиристор

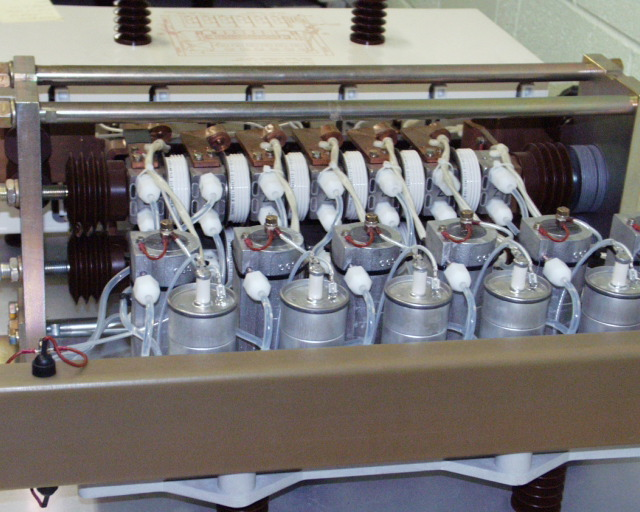
Модуль, содержащий тиристоры для двухполюсника Nelson River. Номинальная мощность модуля составляет 2000 А. Тиристоры представляют собой белые диски на задней панели модуля. По прозрачным пластиковым трубкам охлаждающая вода подается через радиаторы.

Фототири́стор — оптоэлектронный полупроводниковый прибор, имеющий структуру, схожую со структурой обычного тиристора, но отличающийся от последнего тем, что включается не напряжением, а светом, падающим на тиристорную структуру. Этот прибор применяется в управляемых светом выпрямителях и наиболее эффективен в управлении сильными токами при высоких напряжениях. Скорость отклика на свет — менее 1 мкс. Фототиристоры обычно изготавливают из кремния, и спектральная характеристика у них такая же, как и у других кремниевых фоточувствительных элементов.
Разновидностью фототиристора является оптотиристор, в котором источник света — светодиод из арсенида галлия — интегрирован в одном светонепроницаемом корпусе с кремниевой тиристорной структурой.